# Вільясала
Вільясала (ісп. Villazala) — муніципалітет в Іспанії, у складі автономної спільноти Кастилія-і-Леон, у провінції Леон. Населення — 829 осіб (2010).
Муніципалітет розташований на відстані близько 280 км на північний захід від Мадрида, 35 км на південний захід від Леона.
На території муніципалітету розташовані такі населені пункти: (дані про населення за 2010 рік)
- Кастрільйо-де-Сан-Пелайо: 122 особи
- Інохо: 0 осіб
- Уерга-де-Фрайлес: 155 осіб
- Сан-Пелайо: 54 особи
- Санта-Марініка: 56 осіб
- Вальдесандінас: 272 особи
- Вільясала: 170 осіб

## Демографія
Динаміка населення (INE ):